# Driekeizerjaar (1888)
In het Driekeizerjaar 1888 regeerden opeenvolgend drie keizers over het Duitse Keizerrijk. Keizer Wilhelm I overleed op 9 maart. Hij werd opgevolgd door zijn zoon Frederik III, die echter aan keelkanker leed en 99 dagen later (15 juni) stierf. Zijn zoon Wilhelm II volgde hem diezelfde dag op.
|  |  |  |

Wilhelm I, de eerste Duitse keizer, stierf op 90-jarige leeftijd in Berlijn op 9 maart. Kroonprins Frederik bevond zich op dat moment aan de Rivièra, waar hij revalideerde van een tracheotomie, uitgevoerd in februari 1888. Bij hem was in november 1887 keelkanker vastgesteld. Op 11 maart was hij terug in Berlijn, maar hij was te ziek om de begrafenis bij te wonen. Die vond plaats op 16 maart. De hoop van een deel van de Duitse bevolking op liberale hervormingen onder Frederik, die deze ideeën genegen was, werd niet bewaarheid. De lichamelijk en geestelijk zwaar zieke Frederik regeerde maar drie maanden en hierbij steunde hij volledig op kanselier Otto von Bismarck. Na zijn dood op 15 juni kwam zijn zoon als keizer Wilhelm II aan de macht. De 29-jarige Wilhelm had een slechte relatie met zijn vader en verachtte diens liberale ideeën. In tegenstelling tot zijn grootvader Wilhelm I weigerde Wilhelm II zich politiek te laten leiden door raadgevers, en in maart 1890 ontsloeg hij kanselier Bismarck.
Bij het einde van het Duitse Keizerrijk werd het driekeizerjaar door de Berlijnse bevolking spottend omschreven als Der greise Kaiser, der weise Kaiser und der Scheiße-Kaiser ("De grijze keizer, de wijze keizer en de schijtkeizer").